# Léon Rudnicki
Léon Rudnicki (* 28. Juli 1873 in Polen; † 29. Januar 1958 in Villebon-sur-Yvette) war ein französischer Maler, Illustrator und Dekorateur des Jugendstils.
Léon Rudnicki kam 1876 mit seiner polnischen politischen Emigrantenfamilie nach Frankreich und begann seine Ausbildung an der polnischen Schule im Pariser Quartier des Batignolles. Am 19. Oktober 1891 erhielt er die französische Staatsbürgerschaft.
Im Jahr 1892 trat Rudnicki in die École nationale supérieure des arts décoratifs. Seine Werke brachten ihm ab 1893 viele Auszeichnungen.
Er hat die Werke des Schriftstellers und Verlegers bibliophiler Bücher Octave Uzanne im Jugendstil illustriert: La Femme à Paris. Nos contemporaines (1894), Féminies de Félicien Rops (1896), Visions de notre heure, choses et gens qui passent (1899), Dictionnaire biblio-philosophique (1896), La locomotion à travers les âges (1900).
Im Zuschauerraum des Art-Nouveau-Gebäudes der Oper in Vichy entwarf Rudnicki unter der Leitung von Charles LeCoeur Fresken und Verzierungen, für die er am 29. Mai 1903 den Ordre des Palmes Académiques erhielt.
Er beteiligte sich auch an der Dekoration des Wasserpavillons des Kurortes Pougues-les-Eaux (1905–1907).
Er arbeitete gemeinsam mit den Künstlern Emil Causé, Victor Prouvé, René Wiener und Louis Majorelle.
Sein Pariser Atelier befand sich zwischen 1902 und 1912 in der Rue Denfert-Rochereau 17 und in seinem Haus in der Rue d’Odessa 12.